# Consonante orale
Una consonante orale è un suono consonantico usato nella comunicazione parlata, creato facendo passare l'aria attraverso la bocca. Per creare volontariamente una consonante orale, l'intera bocca gioca un ruolo nel modificare il passaggio dell'aria. Questa rapida modificazione del passaggio di uscita dell'aria dovuto al movimento di labbra e lingua crea dei cambiamenti nella forma dell'onda sonora tramite compressione ed espansione dell'aria. Insieme alla bocca ed al naso, le corde vocali ed i polmoni danno anche un contributo per produrre il suono controllando il volume (ampiezza) e la frequenza del suono. Inoltre l'impiego delle corde vocali nell'emissione di questi suoni ne comporta la caratteristica muta o meno delle stesse. La stragrande maggioranza delle consonanti sono consonanti orali. Le altre sono le cosiddette consonanti nasali.